# Movimento della Rinascita Islamica
Il Movimento della Rinascita Islamica (in arabo حركة النهضة الاسلامية, Harakat al-Nahda al-Islamiyya) è un partito politico algerino di matrice islamista.

## Risultati
| Elezione          | Voti    | %    | Seggi    |
| ----------------- | ------- | ---- | -------- |
| Parlamentari 1991 | 150.093 | 2,2  | 0 / 231  |
| Parlamentari 1997 | 915.446 | 8,72 | 34 / 380 |
| Parlamentari 2002 | 265.420 | 3,58 | 1 / 389  |
| Parlamentari 2007 | 193.908 | 3,39 | 5 / 389  |
| Parlamentari 2012 | 475.049 | 6,22 | 47 / 462 |
| Parlamentari 2017 | 239.457 | 3,71 | 15 / 462 |
| 1. 2.             |         |      |          |